# NGC 3624
NGC 3624 is een balkspiraalstelsel in het sterrenbeeld Leeuw. Het hemelobject werd op 27 december 1827 ontdekt door de Britse astronoom John Herschel.

## Synoniemen
- MCG 1-29-29
- ZWG 39.114
- PGC 34599